# Boroďanka
Boroďanka (ukrajinsky i rusky Бородянка, polsky Borodzianka) je městys (ukrajinsky selyšče) v Kyjevské oblasti na Ukrajině. K roku 2020 v něm žilo přes třináct tisíc obyvatel.

## Poloha a doprava
Boroďanka leží na levém, severozápadním břehu Zdvyže, přítoku Teterivu v povodí Dněpru. Od Kyjeva, hlavního města státu, je vzdálena přibližně pětapadesát kilometrů severozápadně.
Přes obec prochází železniční trať Kovel – Kyjev a dálnice M 07 z Kyjeva k polsko-ukrajinské hranici.
U obce je letiště Boroďanka.

## Dějiny
Boroďanka byla založena v roce 1190 a do roku 1667 byla součástí Kyjevského vojvodství Polsko-litevské unie. Pak připadla do ruské říše. V roce 1863 se účastnila Lednového povstání.
Po ruské občanské válce se Boroďanka stala součástí Ukrajinské sovětské socialistické republiky v Sovětském svazu. Za druhé světové války byla obsazena německou armádou a dobyta zpět Rudou armádou 8. listopadu 1943.
Během Studené války byla u obce letecká základna Boroďanka.
V roce 1957 získala Boroďanka status městysu.
Po rozpadu Sovětského svazu v roce 1991 se Boroďanka stala součástí samostatné Ukrajiny.
V roce 2012 havaroval na zdejším letišti letoun Let L-410.

### Ruská agrese 2022

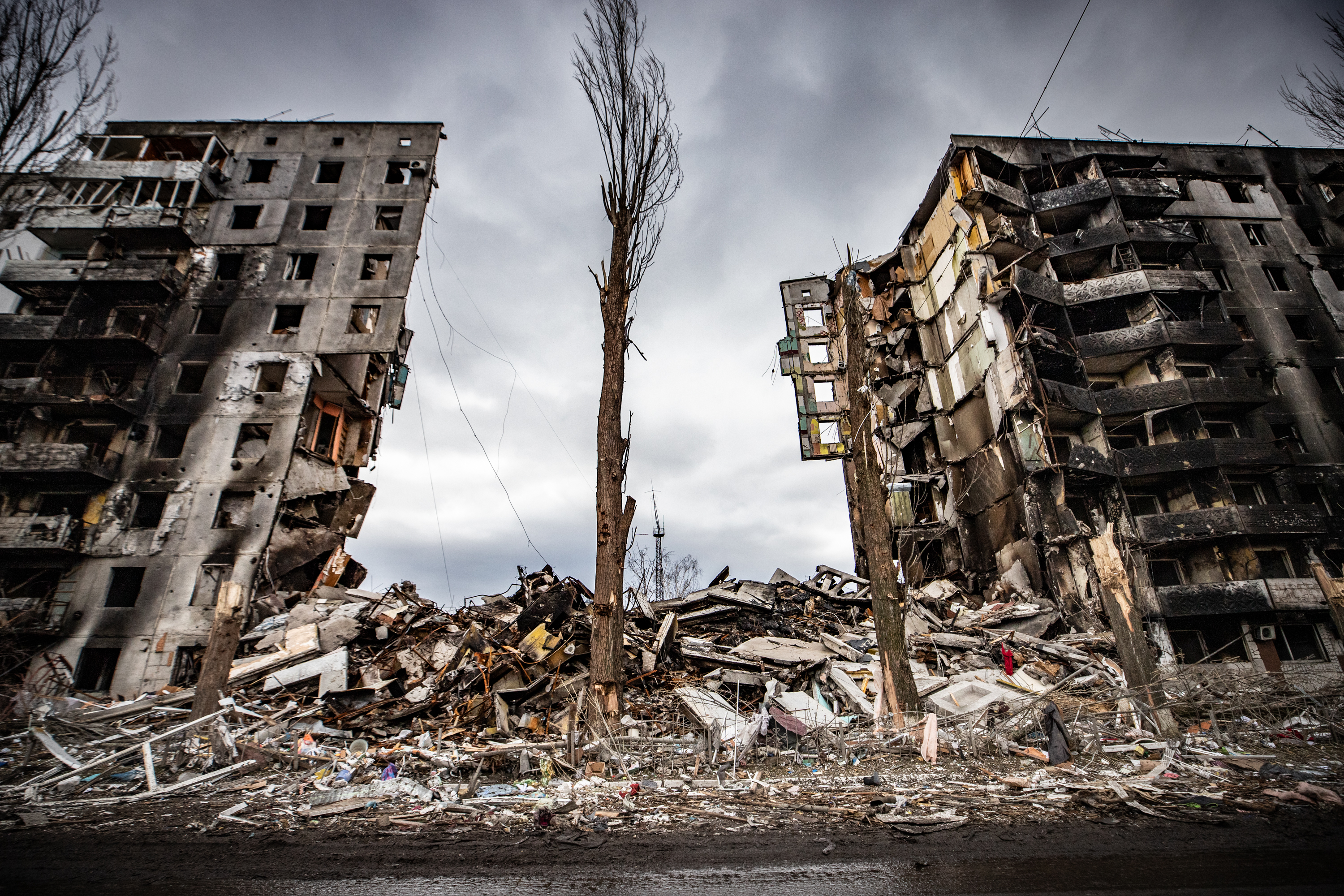
Vybombardované domy, 6. dubna 2022

Během ruské invaze na Ukrajinu v roce 2022 zde došlo 3. března k těžkým bojům, při kterých bylo zničeno několik budov. 30. března se ruské síly stáhly do Běloruska. Dále až do 5. dubna následovalo systematické ostřelování a bombardování, při kterém byla zničena většina budov a infrastruktury města. Po osvobození od Rusů bylo město nejdříve odminováno, vyhledány a pohřbeny oběti, kterých bylo nalezeno kolem 400. Další tři desítky osob se dosud pohřešují.
Následuje obnova města, na které se významně podílí Česká republika prostřednictvím organizace Člověk v tísni. 